# AS Anvers-Borgerhout
AS Anvers-Borgerhout was een Belgische voetbalclub uit Antwerpen. De club was aangesloten bij de KBVB en speelde in de beginjaren van het Belgisch voetbal verschillende jaren in de nationale reeksen.

## Geschiedenis
De club was een van de oude Antwerpse clubs uit de beginjaren van het Belgische voetbal, eind 19de eeuw en begin 20ste eeuw. In het eerste decennium van de 20ste eeuw bestond nog maar één nationaal niveau, de Eredivisie. Daaronder speelden clubs in regionale reeksen. Vlak onder de Eredivisie had men de Tweede Divisie. Deze competitie was een eliminatieronde, waarin clubs waren ingedeeld in enkele provinciale reeksen en waaraan ook reserve-elftallen van de clubs uit Eredivisie konden deelnemen. De besten van deze reeksen speelden na de provinciale ronde tegen elkaar in de uiteindelijk competitie, die Eerste Divisie werd genoemd.
Op 16 augustus 1906 ontstond AS Anversoise en sloot zich aan op 27 januari 1907 bij de KBVB.In 1907 startte men in de reeks Division III en de tweede ploeg in de juniorsreeks.Na dit seizoen promoveerden ze naar Division II.
In 1909 werd de competitie hervormd. Onder de Eredivisie speelde men niet langer in regionale voorrondes, maar werd een volwaardige tweede nationale niveau ingevoerd, de huidige Tweede Klasse, toen Bevordering genoemd. Ook AS Anversoise werd zo een van de clubs in het allereerste seizoen van de nationale Tweede Klasse. Men eindigde er dat eerste seizoen echter als allerlaatste. Er degradeerde dat eerste jaar nog geen club en zo bleef men ook volgende seizoen in Bevordering, echter fuseerden ze met Borgerhoutsche VC op 11 mei 1910 en werd de nieuwe clubnaam AS Anvers-Borgerhout. Dat seizoen 1910/11 verliep beter voor de club en men eindigde als vijfde.Men kon dit resultaat het volgende seizoen niet herhalen, strandde op een voorlaatste plaats en zo degradeerde de club in 1912 uit Bevordering.
De club veranderde op 5 september 1912 van naam in Amical SC Merxem. De club keerde nooit meer terug in de nationale reeksen en verdween uiteindelijk. Op 9 januari 1926 werden de boeken neergelegd en fusioneerde de club met Sint-Jan FC Merxem.

## Resultaten
| Seizoen | Klasse | Klasse | Klasse | Klasse | Reeks           | Punten | Opmerkingen |
|         | I      | II     | P.II   | P.III  |                 |        |             |
| ------- | ------ | ------ | ------ | ------ | --------------- | ------ | ----------- |
| 1908/09 |        | 8      |        |        | Eerste Afdeling | 8      |             |
| 1909/10 |        | 11     |        |        | Eerste Afdeling | 4      |             |
| 1910/11 |        | 5      |        |        | Eerste Afdeling | 26     |             |
| 1911/12 |        | 11     |        |        | Eerste Afdeling | 15     |             |